# 恭陵 (北周)
恭陵，是中国南北朝北周静帝宇文阐的陵墓。
北周恭陵位于中国陕西省咸阳市渭城区底张镇北边上召窑村内。大成元年（579年）二月其父周宣帝禅位，周静帝即位，次年，周宣帝驾崩，杨坚掌权。大定元年（581年）二月，宇文阐下诏禅位杨坚，宇文阐被降为介国公。隋文帝开皇元年（581年）五月，宇文阐被杨坚害死，谥静帝，葬于恭陵。今存一个较大的封土堆。1992年6月，渭城区人民政府在封土堆旁立“恭陵”保护碑。